# Јурга
Јурга (рус. Юрга) град је у Русији у Кемеровској области. Према попису становништва из 2010. у граду је живело 81.536 становника.

## Географија
Површина града износи 44,8 km².

## Становништво
Према прелиминарним подацима са пописа, у граду је 2010. живело 81.536 становника, 4.019 (4,70%) мање него 2002.
| 1959.  | 1970.  | 1979.  | 1989.  | 2002.  | 2010.  |
| ------ | ------ | ------ | ------ | ------ | ------ |
| 46.556 | 62.092 | 78.298 | 93.202 | 85.555 | 81.533 |